# Al-Khidr
Al-Khiḍr (arabe : الخضر (), en persan : خضر, en turc : Hızır ; ces mots signifient « Le Vert » ou « Le Verdoyant »), également orthographié Al Khadir, Khidr, Khidar, Khizr, Khizar, ou Khoudar ; Khezr en persan, ou encore Kwaja Khizir en Inde, est le surnom d'un personnage énigmatique du Coran.

## Biographie traditionnelle
Comme le montre al-Māwardī, l'idée que Khidr a été un ange remonte à l'âge médiéval. En tant qu'ange, Khidr aiderait ceux qui sont en détresse et est le maître des soufis, en particulier Ibn Arabi. Cependant, la plupart des savants musulmans ont rejeté ce point de vue. Nommément connu, seul Abū l-Aʿlā Maudūdī défendit l'idée que Khidr est un ange. La plupart des savants conviennent qu'il avait été un homme dont la vie a été prolongée.
Al-Khidr est un personnage énigmatique. Ayant bu à l'« eau de Jouvence », Al-Khidr est devenu immortel. Son nom signifie le « verdoyant ». Il est habillé de vert et sa présence rend la nature verdoyante. Il est tantôt vu comme un prophète, tantôt comme un saint. Il est parfois identifié à Élie. Le Coran reprend ici le motif d'Uta Napishtim de l'épopée de Gilgamesh qui, lui aussi, demeure aux confins du monde et a acquis la vie éternelle, car la suite du passage concerne la légende chrétienne d'Alexandre le Grand qui, en visitant les confins du monde, recherche également la vie éternelle, passe au lieu de rencontre des mers avec l'Océanos. Dans ce récit, un des lieux visités par Alexandre s'appelle le Mont Mûsâs qui dérive de Mashû en akkadien.

## Dans le Coran

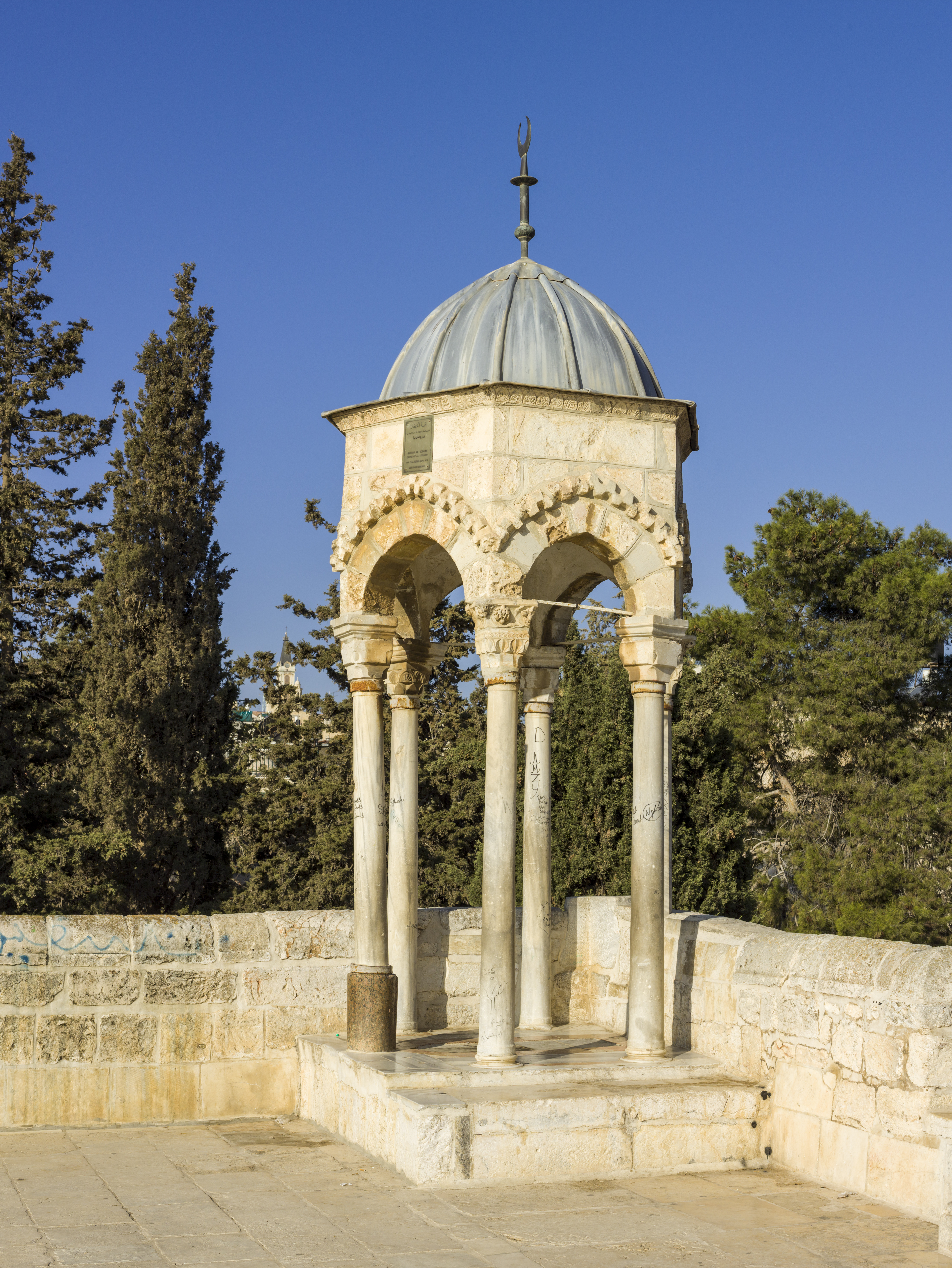
Dôme de Al-Khidr sur l'Esplanade des mosquées, à Jérusalem.

Dans le Coran, Al-Khidr est évoqué dans un récit allusif. Il apparaît dans la sourate 18, Al-Kahf, v. 59-82, soit un long passage, sans que son nom soit cité. Les exégèses musulmanes post-coraniques disent qu'il est désigné de façon allusive dans ce passage par l'expression « l'un de Nos serviteurs ». Ce récit interroge par cet aspect allusif, par l'absence d'identité donné au « serviteur » mais aussi par la figure de Moïse qui, ici, semble échouer devant les épreuves.
Selon le récit, Moïse (Moussa) a rencontré al-Khidr dans un voyage pendant lequel il sera témoin d'actes apparemment répréhensibles (notamment le meurtre d'un jeune garçon) de la part de cet individu. Avant de se séparer de Moïse, al-Khidr lui explique les raisons de ses actes et déclare avoir agi selon la volonté divine. Khidr représente dans ce cas la science octroyée par la grâce divine.
Moïse n'est pas présenté dans ce récit comme un prophète mais comme un être menant une quête. À ce titre, il a des parallèles dans d'autres traditions littéraires. Ainsi, ce récit possède de fortes affinités avec des légendes orientales, comme celle de Gilgamesh ou — dans le judaïsme — la Légende d'Ilyas et de rabbi Joshua ben Lévi sur Ilyas, ou encore le Roman d'Alexandre. Si les histoires de Gilgamesh et d'Alexandre peuvent être rapprochées de la première partie du texte[Lequel ?], c'est de l'histoire d'Ilyas que les versets 65-82 sont le plus proche. Dans cette légende, Elie possède une science mystérieuse octroyée par Dieu, à l'instar d'al-Khidr, et il accompagne un personnage en quête de connaissance. Certains éléments comme l'interdiction de poser des questions ou les actes apparemment inexplicables sont présents tant dans le Coran que dans ce récit. R. Paret associait ce récit davantage au Leimon (ou Pré spirituel) du moine byzantin Jean Moschos (VIe – VIIe siècle). Ce sous-texte possible suggérerait que l'enseignant mystérieux puisse être un ange.
Ce récit appartient au type #759 de Aarne et Thompson des légendes populaires.

## Dans le soufisme
Les soufis considèrent cet épisode de la sourate 18 comme un archétype de la relation maître-disciple.